# Бета-каротин
Бета-каротин (β-Carotene), він же провітамін А — органічний темно-помаранчевий пігмент, належить до насичених вуглеводнів з групи каротиноїдів. Серед інших каротинів відрізняється тим, що на обох кінцях молекули є бета-кільця. β-каротин біосинтезується з геранілгеранілпірофосфату.

## Значення

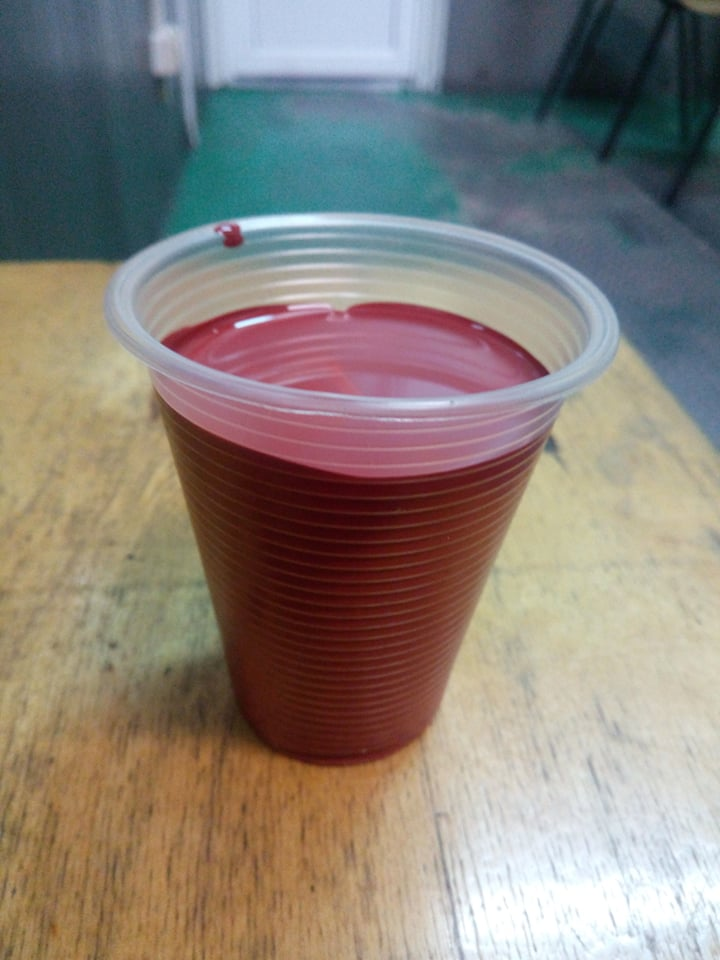
30 % розчин бета каротину на основі кукурудзяної олії. Використовується в промисловості як харчовий барвник

У природі бета-каротин присутній у грибах, зелених рослинах (листі та плодах), морських водоростях. Є найпоширенішим в природі ізомером каротину. Його завданням є захищати рослини від вільних радикалів, які ушкоджують клітини.
Він є попередником вітаміну А, також науково доведені його властивості як антиоксиданту. Якщо людиною споживається велика кількість бета-каротину, частина його утворює необхідну кількість вітаміну А, частина що залишилась, діє у клітинах як антиоксидант. На рівні клітинних мембран він нейтралізує дію вільних радикалів, що утворюються у організмі, й можуть призвести до виникнення злоякісних пухлин.
У харчовій промисловості бета-каротин використовується як барвник (харчова добавка E160a), який додають до соків, йогуртів, морозива та інших харчових продуктів. Видобувають його як з натуральних джерел — м'якоті моркви, гарбуза, так і використовують мікробіологічний біосинтез. Випуск хімічного аналога рідко практикується через недоцільність. 
Будь-який рослинний продукт з яскравим забарвленням (плоди, ягоди, зелень) є натуральним джерелом бета-каротину. Найбільший відсоток вмісту бета-каротину мають морква, гарбуз, диня, хурма, манго, солодкий перець, перець чилі, помідор, салат, щавель, броколі, персик, сливи, абрикос, грейпфрут, смородина, журавлина, чорниця, шпинат, аґрус. Також бета-каротин знаходиться всередині кристалів морської солі як продукт синтезу водоростей.